# Nibelungen von Worms
Die Nibelungen von Worms sind ein von Jürgen Breuer vermuteter hochmittelalterlicher Familienverband im Wormser Raum.
Ausgehend von einem möglichen Leitnamen Nibelung schreibt Breuer dieser angenommenen Familie einen 1128 als Zeuge einer Urkunde unter Reichsministerialen erwähnten Nibelung zu. Wormser Geistliche und Ministeriale bzw. Adlige dieses Namens, im 12. und 13. Jahrhundert sind mehrere urkundlich nachweisbar, verbindet er ebenfalls alle mit jener Familie. Ausgehend von Beinamen der Träger dieses Namens verknüpft er die Wormser Familie „ante monetam“, die Herren von Wolfskehlen, die von Diemerstein und die von Abenheim zu einem Familienverband.
Diesem von ihm konstruierten Familienverband weist er eine Rolle bei der Entstehung des Nibelungenliedes zu. Bligger von Steinach, der von Jürgen Breuer für den Dichter des Nibelungenliedes gehalten wird, habe durch Kontakte mit Angehörigen dieser Wormser Nibelungen Kenntnis von Überlieferungen burgundischer Karolingerverwandten, den Auftraggebern einer Fortsetzung der Chronik des sogenannten Fredegar (unter ihnen ebenfalls Träger des Namens Nibelung), erhalten. 
Breuers Thesen zum Nibelungenlied werden in der deutschsprachigen Mediävistik als sehr spekulativ angesehen und abgelehnt.